# Ahmad Alaadeen
Ahmad Alaadeen, né le 24 juillet 1934 à Kansas-City et mort dans la même ville le 15 août 2010, est un saxophoniste de jazz américain dont la carrière s'est étendue sur plus de six décennies.

## Biographie
Membre de longue date de la scène jazz de Kansas City, Ahmad Alaadeen acquis une grande notoriété dans les années 1990 avec une série d'albums auto-produits mettant en vedette ses compositions orientées swing et hard bop qui ont conduit le critique d'Allmusic Scott Yanow à déclarer que le saxophoniste « mérite d'être beaucoup plus connu ».

## Discographie
- 1991: Alaadeen and the Deans of Swing: Live Jazz on the Pza (ASR Records)
- 1995: Alaadeen and the Deans of Swing: Plays Blues For RC and Josephine, Too (ASR Records)
- 1997: Time Through the Ages (ASR Records)
- 2005: New Africa Suite (ASR Records)
- 2007: And the Beauty of It All (ASR Records)